# Tony Crocker
Antonio Lamar "Tony" Crocker (nacido el 17 de enero de 1987 en Lawton, Oklahoma) es un jugador de baloncesto estadounidense, cuya mayor parte de carrera profesional se ha desarrollado en distintos clubes de Europa. Actualmente se encuentra sin equipo.

## Carrera
Es considerado un gran anotador con buen físico para los puestos de 2-3 que ya había dejado su impronta en ligas como la griega, donde fue tercer máximo anotador en la temporada 2012-2013. Se destapó en el All Star de la BSL; yéndose a los 32 puntos con 8/12 en triples en menos de un cuarto de hora de juego.
En 2015, realizó una gran temporada hasta que abandonó por impagos el Yesilgiresun en 2016, pero hasta su marcha estaba siendo de los mejores anotadores de la liga con un promedio de 17.3 puntos, 5.1 rebotes y 2.2 asistencias por encuentro.
En octubre de 2016 ficha por el Tofaş Bursa turco donde está dos temporadas.
El BC Khimki ruso se hace con sus servicios en agosto de 2018 por una temporada.
El 1 de diciembre de 2020, firma por el Adelaide 36ers.
El 8 de octubre de 2021, firma por el SIG Strasbourg de la Pro A francesa.
El 17 de diciembre de 2021, firma un contrato de 3 meses con el Metropolitans 92 de la Pro A francesa.